# Maurice Coutrot
Maurice Coutrot, né le 3 décembre 1907 à Paris, décédé le 17 septembre 1992 à Bondy, est une personnalité politique française.

## Biographie
Employé de commerce, il est élu sénateur socialiste de la Seine le 8 avril 1958, réélu en avril 1959, puis réélu sénateur de la Seine-Saint-Denis le 22 septembre 1968. Ne se représentant pas, son mandat s'est terminé le 2 octobre 1977. 
À la Libération, il est élu maire de Bondy (mai 1945) et le demeure jusqu'en mars 1977. Élu conseiller général de la Seine en septembre 1945, il préside l'assemblée de ce département de 1953 à 1954. Lorsque le canton de Bondy est rattaché à la Seine-Saint-Denis, en 1968, il siège alors au conseil général de la Seine-Saint-Denis jusqu'en mars 1976.